# Mario Longoni (politico)
Mario Longoni (Seregno, 6 novembre 1883 – 15 aprile 1959) è stato un politico italiano.

## Biografia
Di famiglia nobile (era conte), avvocato e industriale, nel corso degli anni ricopre i ruoli di Presidente dell'Ospedale di Cireolo Desio (Milano), presidente dell'Opera Pia Tonolli Malloni di Milano e aggregate e di presidente dell'Esposizione nazionale dell'arredamento di Monza e artigianato lombardo; fu inoltre il proprietario dalla fondazione fino alla sua morte del Teatro Smeraldo.
Impegnato in politica con la Democrazia Cristiana, è eletto al Senato della Repubblica nel 1948 e conferma il proprio seggio anche alle elezioni politiche del 1953. Dal 1951 al 1958 è Presidente della Commissione Industria, commercio, turismo del Senato della Repubblica. Termina il proprio mandato parlamentare nel 1958.
Muore all'età di 75 anni nell'aprile 1959.